# Зерінд
Зерінд (рум. Zerind) — село у повіті Арад в Румунії. Адміністративний центр комуни Зерінд.
Село розташоване на відстані 431 км на північний захід від Бухареста, 53 км на північ від Арада, 98 км на північ від Тімішоари.

## Населення
За даними перепису населення 2002 року у селі проживали 898 осіб.
Національний склад населення села:
| Національність | Кількість осіб | Відсоток |
| -------------- | -------------- | -------- |
| угорці         | 811            | 90,3%    |
| румуни         | 71             | 7,9%     |
| цигани         | 13             | 1,4%     |

Рідною мовою назвали:
| Мова      | Кількість осіб | Відсоток |
| --------- | -------------- | -------- |
| угорська  | 827            | 92,1%    |
| румунська | 68             | 7,6%     |